# Diecéze Padova
Diecéze Padova (latinsky Dioecesis Patavina) je římskokatolická diecéze v italské oblasti Benátsko, která tvoří součást Církevní oblasti Triveneto. Je sufragánní vůči benátskému patriarchátu.

## Stručná historie
DIecéze v Padově vznikla ve 3. století a původně byla sufragánní vůči aquilejskému patriarchátu, dnes je sufragánní vůči benátskému patriarchátu. Po smrti sv. Antonína Padovského v roce 1231 a jeho kanonizaci roku 1232 začala být stavěna na místě malého kostelíka, v němž byl pohřben, aktuální Bazilika svatého Antonína, která je od uzavření Lateránských dohod ve vlastnictví Svatého stolce, je vyňata z diecéze a je spravována papežským delegátem pro tuto svatyni. V 17. století byl biskupem v Padově sv. Řehoř Barbarigo.